# Exarmidium inclusum
Exarmidium inclusum är en svampart som först beskrevs av Christiaan Hendrik Persoon, och fick sitt nu gällande namn av Aptroot 1998. Exarmidium inclusum ingår i släktet Exarmidium och familjen Hyponectriaceae.  Arten är reproducerande i Sverige. Inga underarter finns listade i Catalogue of Life.